# 7496 Miroslavholub
A 7496 Miroslavholub (ideiglenes jelöléssel 1995 WN6) a Naprendszer kisbolygóövében található aszteroida. Miloš Tichý fedezte fel 1995. november 27-én.